# IMO (Grupo)
IMO é uma dupla brasileira de música cristã contemporânea, composto pelos irmãos Anderson e André Alcântara., ambos membros da Igreja Batista Pedras Vivas.
IMO, "Profundo, interno, mais íntimo", ou "inferior o mais baixo, ínfimo",, iniciou em 2005, onde tinham o desejo de criar canções, na qual a palavra de Deus, inerrante, infalível e cheia de poesia, fosse a base para as suas composições. Como resposta de oração, lançam seu primeiro álbum, "Acima de Todo Nome",  com canções autorais e participação de seus irmãos, Renata e Wille Alcântara . Um trabalho singular, uma experiência de confrontação e conforto ao coração do homem. 

## Discografia
- 2014: "Acima de Todo Nome"